# Grandeur of the Seas (schip, 1996)
De Grandeur of the Seas is een cruiseschip van Royal Caribbean International.
De Grandeur of the Seas behoort tot de Vision klasse en is een evenbeeld van de Enchantment, Legend, Splendour, Rhapsody en Vision of the Seas. Het schip is 264 meter lang en 32 meter breed. Het kan 2.435 passagiers en 765 bemanningsleden vervoeren. De maximumsnelheid van het schip is 22 knopen (wat ongeveer gelijk is aan 40 km/u).

## Concept

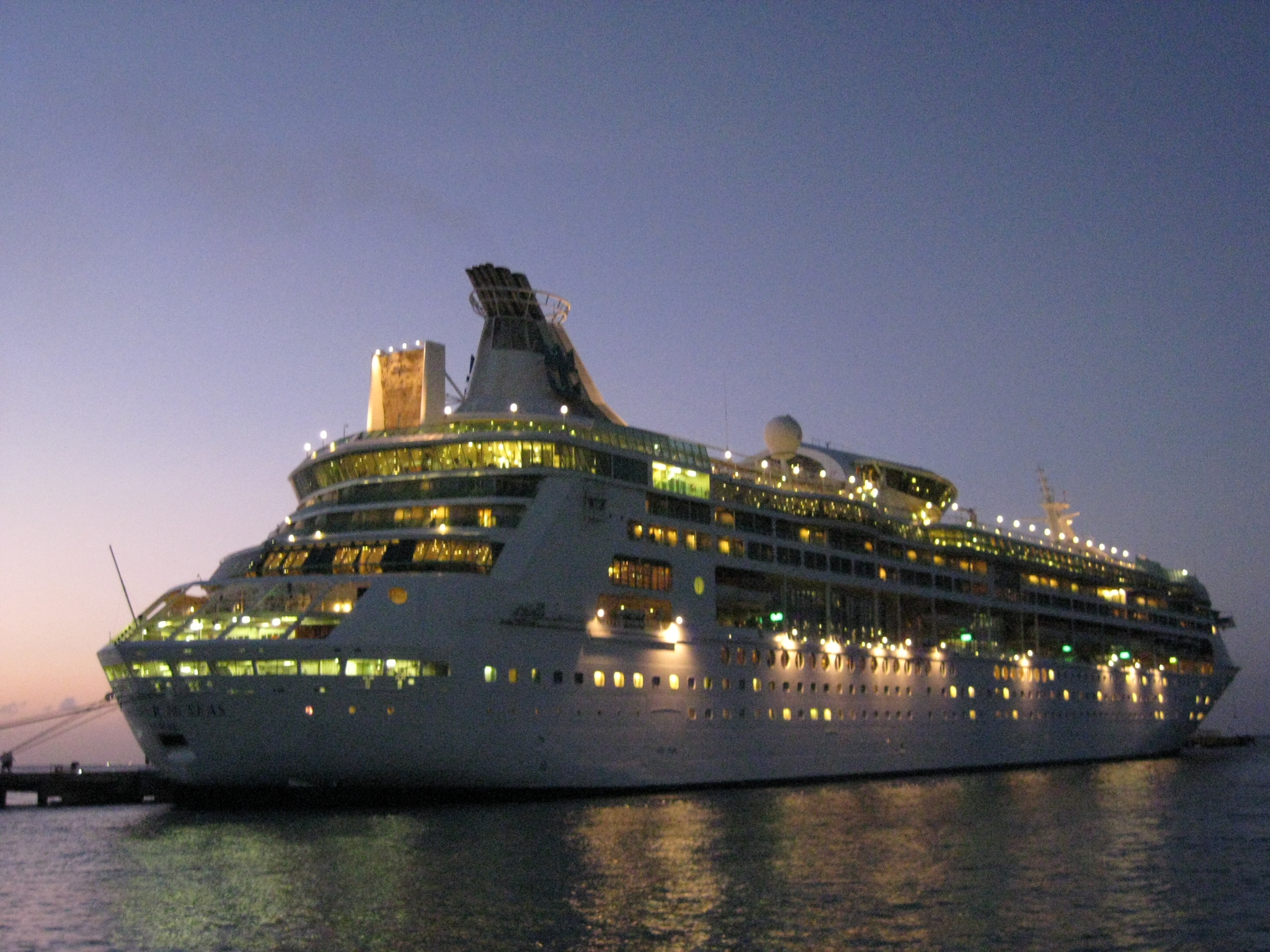
De Grandeur of the Seas in de avond

De Grandeur of the Seas bestaat uit 11 dekken, vol van activiteiten, entertainment en accommodatie om de passagiers een zo goed mogelijke reis te geven. Dit schip mag dan kleiner zijn dan haar zusterschepen in de hogere klassen, maar geeft de passagiers toch de luxe die ze verdienen. De passagiers kunnen genieten van activiteiten op en rond het schip en gebruikmaken van verschillende faciliteiten aan boord.